# Naprostá šílenost
Naprostá šílenost je komiks pro děti, který pojednává o úzkostech a panických atakách pubertální dívky. Ta se musí vypořádat s návratem do školy a čelit každodenním výzvám. Kniha vyšla v roce 2021 v nakladatelství Paseka. Její autorkou je Tereza Kopecká a o ilustraci se postaral Tomáš Kopecký. 

## Děj
Anna je středoškolačka, která už týden nevyšla z pokoje a tak ji rodiče vezmou k psychiatrovi. Anna začne brát léky, jelikož jí je diagnostikovaná úzkost s panickými atakami a po nějakém čase je opět schopna vylézt z pokoje a navrátit se do školy. 
Anna se sice vrátila do školy, ale jediné co vidí a je schopna vnímat jsou nástrahy a nebezpečí na každém kroku. Je pro ni velmi obtížné zůstávat delší dobu mimo domov, který je pro ni momentálně jediným místem, kde se cítí bezpečně, proto se několikrát stane, že do školy ani nedojde, nebo z ní uteče domů. 
Cestou do školy si Anna všimla, že s ní jezdí kluk ze stejné školy, ovšem již v posledním ročníku střední. Tento kluk je Max a Anna se o něj začne zajímat. Postupem času, se z nich stanou kamarádi a Anna tak má někoho, kdo ji v těžkých chvílích pomůže. Ovšem jen do doby, než nastanou prázdniny a tím i Maxův poslední den na škole. Anna je zničená, protože si myslí, že se už nikdy nepotkají. Ze školy jde rovnou domů, zavře se v pokoji a nikoho nechce vidět. Maxovi ale na Anně také začalo záležet a tak přijede k ní domů a vezme ji na výlet. 
Anna s Maxem se vydají na cestu a jí velmi rychle dojde, co Max tím výletem myslel. Nejedná se o žádné společně strávené odpoledne, ale o několikatýdenní cestu do zahraničí. V momentě, kdy si Anna toto uvědomí začne panikařit. Nevím kam se jede. Nevzala jsem si léky. Nerozloučila jsem se doma. Nic jsem doma vlastně neřekla. Co bude až se vrátím. Tohle, a mnoho dalšího běží Anně hlavou. Nakonec vše vyřeší. Náročné situace, těžké okamžiky, stavy úzkosti i panické záchvaty s Maxovou pomocí zvládne a zažije několik týdnů, na které má plno krásných vzpomínek.
Když Annina a Maxova cesta skončí, na Annu čeká doma jedno nemilé překvapení za druhým. Zjistí, že po dobu její nepřítomnosti rodiče odjeli na dovolenou a stále se nevrátili, proto poprosili sousedku aby se o ní postarala. S tím Anna zásadně nesouhlasí a tak se vydá za Maxem. Bohužel přijde v nevhodný okamžik a si vyslechne rozhovor mezi Maxem a jeho rodiči. Anna tak zjistí, že jejich výlet nebyl úplně v pořádku, jelikož Max byl na útěku. V tu dobu, kdy se projížděli s Annou po plážích v Itálii měl nastoupit do léčebny, jelikož mu je diagnostikovaná schizofrenie. Anna neví co si počít a tak uteče k babičce. Bohužel, ani zde nemá moc podpory, protože když vejde k babičce do kuchyně, najde ji na zemi mrtvou. 
Celý příběh končí v momentě, kdy se Anna a její rodina sejdou na babiččině pohřbu. Anna si tak uvědomí, že život je příliš krátký a proto by se neměla všeho neustále bát. Proto jde k babičce domů, vezme jejího psa, kterého nikdy neměla ráda a vydá se za Maxem zjistit, co mu vlastně je a jak se dále bude vyvíjet jejich vztah.

## Přijetí díla
Web Knižní přístaviště uvedl, že psychické problémy u mládeže jsou čím dál častější, a stále se setkáváme s lidmi, kteří je nedokáží pochopit. Knihu hodnotil pozitivně: „Líbí se mi, jak je uchopen tento komiks, který na jednu stranu představuje problematiku odlehčeně a s humorem, ale na druhou stranu ukazuje denní realitu. Naprosto výborné bylo zobrazení barev v tomto zpracování, kdy černobílou kresbu doplňovaly tři další barvy podle toho v jakém psychickém stavu se nacházela Anna. Za tento nápad rozhodně tleskám.“
Podle webu Budiž kniha! je úzkost / panická porucha tématem, které stojí za zpracování. Dále napsal: „Podobně jako jiné psychické nemoci je i tato z externího pohledu těžce pochopitelná. Proto si myslím, že není od věci mluvit o tom, jak se projevuje, co se odehrává v člověku trpícím takovou diagnózou, jak se cítí. Osobně si myslím, že právě komiksová literatura je pro vyjádření pocitů takového člověka výborným formátem. I když si popravdě nejsem jistá, zda právě Naprostá šílenost tohoto potenciálu plně využívá...“
Scenáristka Tereza Kopecká přiblížila vznik komiksu pro Český rozhlas Vltava v rozhovoru s Šárkou Jančíkovou: „Někdy před pěti lety mě napadlo, že bych mohla udělat komiks s hrdinkou, která bude trpět úzkostí – nejenom proto, že se to týká částečně mě osobně, ale i různých lidí v našem blízkém okolí. Chtěli jsme stručnou formou nastínit, jaké to je žít s úzkostí, jak se ten člověk cítí, co prožívá, že není jednoduché žít ten život kvalitně, ale že se s tím dá pracovat.“
Pavel Mandys v rcenzi na ILiteratuře napsal, že žánrově je komiks vlastně jakousi opatrnou, ostýchavou romancí, kde nedojde ani na polibek. To ale neznamená, že by čtenáři s oběma „mimoni“ všechny ty tlumené emoce neprožívali. V závěru scenáristka použije trochu laciný prvek (odposlechnutí cizího hovoru), ale jinak vypráví velmi uměřeně a docela invenčně a i některé další vypravěčské triky (odlehčení, které posílí efekt následné dramatické scény) zvládá ústrojně, přinejmenším náctiletí čtenáři si jich nevšimnou.
Kniha byla v roce 2022 nominována na cenu Zlatá stuha v kategorii Komiks pro děti a mládež.